# Jody Hedlund
Jody Hedlund (* 1969) ist eine US-amerikanische Schriftstellerin. Sie schreibt historische Romane.

## Leben
Jody Hedlund ist verheiratet und hat fünf Kinder. Sie lebt in Michigan (USA).

## Werke

### The Hearts of Faith Collection
- The Preacher’s Bride, 2010
- The Doctor’s Lady, 2011
- Rebellious Heart, 2013. Deutsch: Die Stimme meines Herzens, 2016

### The Michigan Brides Collection
- Unending Devotion, 2012. Deutsch: Die Assistentin des Fotografen, 2013
- A Noble Groom, 2013. Deutsch: Ein Bräutigam aus gutem Haus, 2014
- Captured by Love, 2014

### The Beacons of Hope Series
- Out of the Storm: A Novella, 2014
- Love Unexpected, 2014
- Hearts Made Whole, 2015
- Undaunted Hope, 2016
- Forever Safe, 2016
- Never Forget, 2017

### The Noble Knights
- The Vow: Prequel Novella, 2015
- An Uncertain Choice, 2015
- A Daring Sacrifice, 2016
- For Love and Honor, 2017
- A Loyal Heart, 2018
- A Worthy Rebel, 2018

### The Orphan Train Series
- An Awakened Heart: A Novella, 2017. Deutsch: Wenn mein Herz erwacht, 2022
- With You Always, 2017. Deutsch: Wenn du für mich bist, 2018
- Together Forever, 2018. Deutsch: Auf den Spuren meiner Schwester, 2019
- Searching for You, 2018. Deutsch: Weil du mich hältst, 2019

### The Lost Princesses
- Always: Prequel Novella, 2019
- Evermore, 2019
- Foremost, 2019
- Hereafter, 2019

### The Bride Ships Series
- A Reluctant Bride, 2019. Deutsch: Bevor ich dich traf, 2021
- The Runaway Bride, 2020. Deutsch: Bevor ich mein Herz in deine Hände lege, 2021
- A Bride of Convenience, 2020. Deutsch: Bevor ich mich an dich verliere, 2022
- Almost a Bride, 2020

### The Fairest Maidens
- Beholden, 2020
- Beguiled, 2020
- Besotted, 2020

### Waters of Time
- Come Back to Me, 2021
- Never Leave Me, 2022
- Stay with Me, 2022
- Wait for Me, 2023

### Knights of Brethren
- Enamored, 2021
- Entwined, 2021
- Ensnared, 2022
- Enriched, 2022
- Enflamed, 2022
- Entrusted, 2022

### Colorado Cowboys Series (dt.: Neuanfang in Colorado)
- A Cowboy for Keeps, 2021. Deutsch: Damit mein Leben neu beginnt, 2023
- Heart of a Cowboy, 2021. Deutsch: Stark wie die Blumen der Prärie, 2023
- To Tame a Cowboy, 2022. Deutsch: Der Wind flüstert von Freiheit, 2024
- Falling for the Cowgirl, 2022. Deutsch: Das Land, von dem ich träume, 2024
- The Last Chance Cowboy, 2023. Deutsch: Was es zu beschützen gilt, 2025

### Colorado Cowgirl Series
- Committing to the Cowgirl, 2023
- Cherishing the Cowgirl, 2023
- Convincing the Cowgirl, 2023
- Captivated by the Cowgirl, 2023
- Claiming the Cowgirl, 2023

### High Country Ranch Series
- Waiting for the Rancher, 2024
- Willing to Wed the Rancher, 2024
- A Wife for the Rancher, 2024
- Wrangling the Wandering Rancher, 2024
- Wishing for the Rancher’s Love, 2024

### A Shanahan Match Series
- Calling on the Matchmaker, 2023. Deutsch: Eine unmögliche Braut, 2025
- Saved by the Matchmaker, 2024
- A Wager with the Matchmaker, 2025

### Bride Ships: New Voyages
- Finally His Bride, 2024
- His Treasured Bride, 2024
- His Perfect Bride, 2025
- His Unforgettable Bride, 2025

### Einzelromane
- Luther and Katharina: A Story of Love and Rebellion., 2015
- Newton & Polly: A Story of Amazing Grace, 2016

Die deutschen Ausgaben ihrer Bücher werden im Verlag Francke-Buch verlegt.

## Auszeichnungen
- ACFW 2014 Carol Award für A Noble Groom[1]
- Christian Book Award 2016 für Luther and Katharina.[2]